# Scytodes lewisi
Scytodes lewisi là một loài nhện trong họ Scytodidae.
Loài này thuộc chi Scytodes. Scytodes lewisi được miêu tả năm 1985 bởi Alayón.